# Koi to Uso
Koi to Uso (恋と嘘 lit. Amor y mentiras?) es una serie de manga escrita e ilustrada por Musawo (también conocido como Musawo Tsumugi (紬木 ムサヲ Tsumugi Musawo?)). Era publicado por Kodansha, y publicado en línea por la aplicación Manga Box de DeNA en múltiples idiomas. Una adaptación a anime comenzó a ser emitida el 3 de julio de 2017.

## Argumento
En un futuro cercano, los niños que han cumplido los 16 años de edad son asignados por el gobierno a un compañero basado en un cálculo de compatibilidad para incrementar la tasa de natalidad del país; aquellos que no siguen las reglas del gobierno de estar con su compañero asignado sufrirán penas severas. Yukari Nejima finalmente logra confesarle su amor a su compañera Misaki Takazaki y descubre que ella siempre ha sentido lo mismo. Sin embargo, al cumplir 16, es asignado a otra chica, Lilina Sanada. A Lilina no le importa tanto el hecho de ser asignada, y está dispuesta a dejar a Yukari relacionarse libremente con Misaki, para así ella poder aprender lo que es realmente estar enamorada. La historia sigue las aventuras de los jóvenes mientras intentan relacionarse uno con el otro manteniendo las apariencias frente al gobierno.

## Personajes
Yukari Nejima (根島 由佳吏 Nejima Yukari?)
 Seiyū: Ryōta Ōsaka
Yukari ha estado enamorado de su compañera Misaki Takazaki desde el quinto grado. Antes de su decimosexto cumpleaños, le confiesa sus sentimientos a Misaki, quien aparentemente, siente lo mismo. Él disfruta estudiar Kofun. Al final del manga, él y Ririna Sanada se casan en la Ruta Ririna. En la Ruta Misaki, termina con Misaki Takasaki en su lugar.
Misaki Takazaki (高崎 美咲 Takazaki Misaki?)
 Seiyū: Kana Hanazawa
El primer amor de Yukari, quien también ha estado enamorada de él. Por alguna razón tiene algo de hostilidad hacia Nisaka. Ella es hermosa y popular entre sus compañeros de escuela. Primero notó a Yukari en quinto grado cuando rompió su borrador en dos y le dio la mitad después de ver que no tenía un borrador desde el primer período. Ella desarrolló sentimientos de amor por él y sus muchas peculiaridades. Piensa que Ririna es un poco ingenua cuando se trata de animarla a ella y a Yukari a seguir relacionándose como pareja. Se convierte en la novia y posteriormente en esposa de Yukari en la Ruta Misaki del manga.
Lilina Sanada (真田 リリナ Sanada Ririna?)
 Seiyū: Yui Makino
La compañera asignada de Yukari, que asiste a una escuela de mujeres. Suele ser solitaria en la escuela y no se junta con sus compañeras, es llamada "Sanadamushi". A pesar de estar asignada a Yukari, ella conoce los sentimientos de él hacia Misaki y acepta ayudarlo, ya que también desea aprender cómo es el amor, y se anima cada vez que surge el tema del amor entre Yukari y sus amigos. Cuando era más joven, a menudo estaba enferma, y cuando conversaba con las muchachas, a menudo era sincera en sus pensamientos, por lo que no podía hacer amigos. Sus compañeros de clase tienen envidia de su apariencia y calificaciones, llamándola engreída. Se convierte en la novia y posteriormente en esposa de Yukari en la Ruta Ririna del manga.
Yūsuke Nisaka (仁坂 悠介 Nisaka Yūsuke?)
 Seiyū: Shinnosuke Tachibana
El mejor amigo de Yukari, siempre rodeado de misterio. Esta enterado de la relación entre Yukari y las chicas. Se revela que es homosexual, ya que está enamorado de Yukari. 
Hajime Yajima (矢嶋 基 Yajima Hajime?)
 Seiyū: Kishō Taniyama
Kagetsu Ichijō (一条 花月 Ichijō Kagetsu?)
 Seiyū: Tomoyo Kurosawa
Shū Igarashi (五十嵐 柊 Igarashi Shū?)
 Seiyū: Eri Kitamura
La mejor amiga de Misaki desde la secundaria, que parece conocer la razón del repentino cambio de compañera de Yukari. Es bastante protectora con Misaki y está dispuesta hacer cualquier cosa con tal de hacer feliz a su amiga. Al parecer le tiene un odio hacia Yukari por su complejo de amor.

## Media

### Manga
Hasta julio de 2017, 6 volúmenes han sido publicados por Kodansha.

#### Volúmenes
| Número | Fecha de lanzamiento   | ISBN                                                                               |
| --- | ---------------------- | ---------------------------------------------------------------------------------- |
| 1 | 9 de enero de 2015     | ISBN 978-4-06-395284-1                                                             |
| - 1. Hatsukoi (初恋) - 2. Chīsana Uso (小さな嘘) - 3. Koi no Hanashi (恋の話) - 4. Uso no Kuchizuke (嘘の口づけ) - 4.5. Tomodachi no Koi (友達の恋) |                        |                                                                                    |
| 2 | 9 de junio de 2015     | ISBN 978-4-06-395416-6                                                             |
| - 5. Tomodachi e no Uso (友達への嘘) - 6. Koi no Kagaku (恋の科学) - 7. Uso no Karē (嘘のカレー) - 8. Inochigake no Koi (命がけの恋) - 9. Kokoro ni Uso wa Tsukenai (心に嘘はつけない)                                                                         |                        |                                                                                    |
| 3 | 9 de noviembre de 2015 | ISBN 978-4-06-395546-0                                                             |
| - 10. Koi no Hamon (恋の波紋) - 10.5. Jibun e no Uso (自分への嘘) - 11. Koi no Atsumaru Basho (恋の集まる場所) - 12. Uso no Senbetsu (嘘の選別) - 13. Koi o Shiiru Ori (恋を強いる檻) - 14. Mugon no Uso" (無言の嘘) - Edición extra. Takara Mono (たからもの) |                        |                                                                                    |
| 4 | 9 de mayo de 2016      | ISBN 978-4-06-395664-1                                                             |
| - 15. Chotto dake Mukashi no Koi no Hanashi (ちょっとだけ昔の恋の話) - Edición extra. Takasaki Misaki 14-sai (高崎美咲14歳) - 16. Uso no Nai Omoi (嘘のない想い) - 17. Koi no Tetsugaku (恋の哲学) - 18. Uso Mitaina Kirameki de (嘘みたいな煌めきで)          |                        |                                                                                    |
| 5 | 9 de noviembre de 2016 | ISBN 978-4-06-395792-1 (edición regular) ISBN 978-4-06-362346-8 (edición especial) |
| - 19. Subete o Sasageru Koi (すべてを捧げる恋) - 20. Usodemoīkara (嘘でもいいから) - 21. Koi no Mokugeki-sha (恋の目撃者) - 22. Uso no Kyori-kan (嘘の距離感)                                                                                                  |                        |                                                                                    |
| 6 | 9 de junio de 2017     | ISBN 978-4-06-395952-9 (edición regular) ISBN 978-4-06-510065-3 (edición especial) |
| - 23. Koi shita Aite wa (恋した相手は) - 24. Shinjitsu ni Tsunagaru Uso (真実に繋がる嘘) - 25. Koi no Kusari (恋の鎖) - 26. Uso no Nai Omoi o (嘘のない想いを)                                                                                                 |                        |                                                                                    |

### Anime
Una adaptación a anime producida por Liden Films y dirigida por Seiki Takuno comenzó a emitirse el 4 de julio de 2017. La banda de rock Frederic interpreta el tema de apertura, titulado "Kanashii Ureshii" (かなしいうれしい lit.Triste y Feliz?), mientras que la banda Roy interpreta el tema de salida, titulado "Can't You Say".

#### Lista de episodios
| N.º | Título                                                                            | Estreno                  |
| --- | --------------------------------------------------------------------------------- | ------------------------ |
| 1   | «Primer amor» «Hatsukoi» (初恋)                                                   | 3 de julio de 2017       |
| 2   | «Pequeña mentira» «Chisana Uso» (小さな嘘)                                        | 10 de julio de 2017      |
| 3   | «Amor ignorado» «Miotosareta Koi» (見落とされた恋)                                | 17 de julio de 2017      |
| 4   | «La ciencia del amor» «Koi no Kagaku» (恋の科学)                                  | 24 de julio de 2017      |
| 5   | «Amor arriesgado» «Inochigake no Koi» (命がけの恋)                                | 31 de julio de 2017      |
| 6   | «Una prisión para forzar el amor» «Koi o Shiiru Ori» (恋を強いる檻)               | 7 de agosto de 2017      |
| 7   | «Mentira silenciosa» «Mugon no Uso» (無言の嘘)                                    | 14 de agosto de 2017     |
| 8   | «Sentimientos sin mentiras» «Uso no Nai Omoi» (嘘のない想い)                      | 21 de agosto de 2017     |
| 9   | «Tan brillante que parece mentira» «Uso mitaina kirameki de» (嘘みたいな煌めきで) | 28 de agosto de 2017     |
| 10  | «Un amor por el que dar todo» «Subete o sasageru koi» (すべてを捧げる恋)          | 4 de septiembre de 2017  |
| 11  | «No me importa si es una mentira» «Usodemoīkara» (嘘でもいいから)                 | 11 de septiembre de 2017 |
| 12  | «Amor y mentiras» «Koi to Uso» (恋と嘘)                                           | 18 de septiembre de 2017 |

### Película
Una adaptación a película de acción real se estrenó el 14 de octubre de 2017, pero en lugar de presentar un triángulo amoroso entre un chico y dos chicas, tendrá una chica y dos chicos. La película es protagonizada por Aoi Morikawa como Aoi Nisaka, la protagonista; Takumi Kitamura como Yūto Shiba, el amigo de la infancia de Aoi; y Kanta Satō como Sōsuke Takachino, el compañero asignado de Aoi. El filme será dirigido por Takeshi Furusawa y el guion será escrito por Erika Yoshida.